# Bloodclot
Bloodclot ist eine US-amerikanische Hardcore-Punk-Band aus New York City, die 2006 gegründet wurde. Die Schreibweise des Bandnamens war anfänglich noch Bloodclot!.

## Geschichte
Im Jahr 2005 spielten John „Bloodclot“ Joseph und Danny Schuler mit dem Gedanken, eine neue Band zu gründen. Ihr Vorhaben zementierte sich durch das Einspielen der ersten Demos, nachdem die ersten Lieder geschrieben worden waren. Die Band wurde im Jahr 2006 gegründet, wobei die Ursprünge auf eine Bad-Brains-Tournee aus dem Jahr 1981 zurückgehen. 2008 erschien das Debütalbum Burn Babylon Burn!. Hierauf setzt sich die Band aus dem Sänger John „Bloodclot“ Joseph und dem Schlagzeuger Danny Schuler, den Gitarristen Scott Roberts und Eric Klinger und dem Bassisten Rick Lopez zusammen. Das Album war in Eigenregie und ohne externe finanzielle Unterstützung in Schulers Studio aufgenommen worden. Aufnahme, Fertigung, Vertrieb und mit all dem verbundene Organisationsarbeit und Kosten lagen somit in bandeigenen Händen. Im Herbst 2008 war die Gruppe, jedoch ohne Schuler, erstmals live in Europa zu sehen. Nachdem es längere Zeit ruhig um die Gruppe geworden war, unterzeichnete sie im Februar 2016 einen Plattenvertrag bei Metal Blade Records. Im folgenden Jahr erschien das zweite Album Up in Arms, wobei bereits im Voraus ein Musikvideo zum Titellied veröffentlicht worden war. Neben Joseph besteht die Besetzung auf dem Album aus dem Gitarristen Todd „Youth“ Schofield, dem Schlagzeuger Joey Castillo und dem Bassisten Nick Oliveri. Die vier Musiker hatten sich kennengelernt, als der Gitarrist A.J. Novello von Cro-Mags (die Band bei welcher Joseph als Sänger tätig ist) für einen Auftritt ausgefallen war und Joseph Todd Youth als Ersatz angerufen hatte. Beide ließen ihre Freundschaft wiederaufleben und infolgedessen auch Bloodclot mit neuer Besetzung. Todd Youth und Joseph waren mit Castillo schon seit 30 Jahren befreundet gewesen, durch Castillo war wiederum Oliveri zur Gruppe gekommen. Die Aufnahmen zum Album hatten in den NRG Studios in Los Angeles mit dem Produzenten Zeuss stattgefunden, ehe es in denselben Studios von Kyle McAulay abgemischt worden war.

## Stil
Matthias Mader beschrieb Burn Babylon Burn! in seinem Buch New York Hardcore Volume 2. The Sound of the Big Apple als Meisterwerk des New York Hardcore, das man getrost zwischen die Cro-Mags-Alben The Age of Quarrel und Best Wishes einordnen könne. Es handele sich um ein universelles Album, das 1985 genau so aktuell sei wie 2011 oder 2080. Das Album erinnere gelegentlich an die Bad Brains und weise teils Thrash-Metal-Einflüsse auf. Stilistisch knüpfe man an den Sound der Cro-Mags an. Laut Joseph habe das Album Hardcore-, Metal- und Punk-Einflüsse und sei im Ergebnis hart und aggressiv. In den Texten kritisiere man den Status quo der modernen Konsumgesellschaft und rufe zum Sturz des kapitalistischen Systems auf. Das „Babylon“ stehe für alle Industriestaaten, vor allem die USA. Auch seien persönliche und autobiografische Texte vorhanden. Mader schrieb im Rock Hard über Up in Arms, dass die Band auf dem Vorgänger noch eine Mischung aus Hardcore Punk und Groove Metal spielte, nun aber beim reinen New York Hardcore angekommen sei, was er auch auf die Besetzungswechsel zurückführte. Im Interview mit ihm gab Joseph an, dass es sich bei dem Album um eine spirituelle, jedoch keine religiöse Veröffentlichung handelt. Das Album handele davon, wie sich das Bewusstsein in den Menschen wandele, was Joseph als notwendig empfand. Insgesamt würden die Menschen beginnen, eigenständiger zu denken und sich gegen Politik und Pharmakonzerne zur Wehr setzen. Zudem nehme die Zahl der Veganer und Vegetarier zu. In derselben Ausgabe rezensierte Mader zudem das Album. Während auf dem Vorgängeralbum noch ein leichter Nu-Metal-Einfluss vorhanden gewesen sei, sei nun „kämpferisch-spiritueller Krishna-Core der allerbesten Sorte“ zu hören. Mader stellte außerdem fest, dass Josephs Gesang immer mehr so wie der der Bad Brains klinge. Das Album übertreffe die Cro-Mags-Klassiker The Age of Quarrel und Best Wishes. Matthias Weckmann vom Metal Hammer rezensierte das Album ebenfalls und stellte darin auch klassischen und reinen Hardcore Punk fest. In der Musik würden „Schmiss, Hooklines und sozialkritischer Geifer“ kombiniert.

## Diskografie
als Bloodclot!
- 2008: Burn Babylon Burn! (Eigenveröffentlichung)

als Bloodclot
- 2017: Up in Arms (Metal Blade Records)
- 2022: Souls (Upstate Records)